# Осбальд (король Нортумбрии)
Осбальд (англ. Osbald; умер в 799) — король Нортумбрии в 796 году.

## Биография
Осбальд был довольно яркой личностью. Он носил длинные волосы и роскошную одежду, отличался жадностью и жестокостью, даже по тем временам. Его друг, йоркский монах Алкуин, критиковал Осбальда за его нравы, призывая обратиться к Богу, ибо «роскошь принцев означает бедность простых людей».
В 780 году Осбальд осадил в Селетьюне принца Берна, сына короля Эльфволда І, и заживо сжёг его. В 796 году Осбальд захватил престол пребывавшей в анархии Нортумбрии, но правил всего лишь 27 дней, пока не был покинут собственными людьми. После низложения он укрылся в Линдисфарне, где получил очередной призыв от Алкуина изменить привычки и постричься в монахи. Однако Осбальд ответил отказом и вместе с немногочисленными соратниками бежал к пиктам, где король Константин предоставил ему убежище. 
Осбальд умер около 799 года и был похоронен в безымянной могиле в Йоркском соборе.